# Alessandro Salerno
Alessandro Salerno (n. 12 de agosto de 1991, Lomas de Zamora, Provincia de Buenos Aires) es un piloto argentino de automovilismo de velocidad. Inició su carrera deportiva compitiendo en categorías nacionales, apoyado deportivamente por su padre, el reconocido expiloto de Turismo Carretera entre otras categorías Rubén Salerno. Sus primeros pasos los dio a los 12 años en categorías de karts, pero su debut profesional se dio recién en el año 2013 al comando de una unidad Fiat Punto de la monomarca promocional Abarth Punto Competizione. Tras esta experiencia, en el año 2014 pasaría a competir en el Turismo Competición 2000 y más tarde en la Fórmula 4 Sudamericana donde desarrollaría dos competencias. En el año 2015, tras haber completado su primer año dentro del TC 2000, fue nuevamente confirmado en una de las butacas del equipo que dirige su padre Rubén junto al expiloto Oscar Fineschi, la Escudería FE. Asimismo, desarrollaría una experiencia a nivel internacional, compitiendo en el Campeonato de Nürburgring de Resistencia de la VLN, donde al comando de un BMW Z4 conformó equipo con los experimentados Roberto Falcón y Henry Martin.

## Biografía
Nacido en la localidad de Lomas de Zamora y como hijo del reconocido expiloto de TC Rubén Salerno, la vida de Alessandro inexorablemente se vería ligada a la práctica deportiva del automovilismo, teniendo sus primeros contactos con el mundo de los karts a los 12 años. Tras ese paso, Alessandro dejaría el automovilismo de manera prolongada, acompañando principalmente la carrera de su padre Rubén. Sin embargo, el duro golpe familiar que generaría el brutal accidente sufrido por su hermano mayor Eugenio, durante una competencia de la categoría TC Pista Mouras, sería uno de los pilares que lo llevarían a querer retomar la actividad. De esta forma, volvería a la actividad en el año 2013 compitiendo en la categoría promocional Abarth Punto Competizione, donde alcanzaría como mejor resultado un segundo puesto en la carrera final corrida en el Circuito de Potrero de los Funes, cerrando el campeonato en la séptima ubicación.
Su desempeño en esta categoría fue motivo para que en el 2014 sea tenido en cuenta por su padre Rubén, quien en esta temporada hacía su segunda presentación en la categoría Turismo Competición 2000 al mando de su nuevo equipo bautizado como Escudería FE, en homenaje a su hijo mayor Eugenio. Precisamente en este equipo, Alessandro haría su debut al comando del Volkswagen Vento II que su padre supiera estrenar en el año 2011 en la misma categoría. Si bien sus resultados fueron muy discretos, conseguiría rápidamente adaptarse a la categoría. A la par de esta incursión, Alessandro formaría parte del plantel de pilotos que participaron en la doble jornada inaugural de la Fórmula 4 Sudamericana, sin embargo su participación no pasaría de esas dos competencias.
Tras estas participaciones, finalmente en el año 2015 fue ratificado en su puesto dentro de la Escudería FE, siendo ahora confirmado al volante de uno de los Peugeot 408 preparados por esta escudería. Con esta unidad alcanzaría su primer podio en la competencia corrida el 10 de octubre de 2015 en el Autódromo Rosendo Hernández de la Ciudad de San Luis.

## Trayectoria
| Año  | Categoría                                   | Marca               |
| ---- | ------------------------------------------- | ------------------- |
| 2013 | Debut en la Abarth Punto Competizione       | Abarth Punto        |
| 2014 | Debut en TC 2000                            | Volkswagen Vento II |
| 2014 | Debut en Fórmula 4 Sudamericana, 4 carreras | Signature-Fiat      |
| 2015 | TC 2000                                     | Peugeot 408         |
| 2015 | Campeonato de Resistencia de la VLN         | BMW Z4              |
| 2016 | TC 2000                                     | Peugeot 408         |
| 2017 | TC 2000                                     | Peugeot 408         |
| 2017 | Debut en Súper TC 2000                      | Peugeot 408         |
| 2018 | Súper TC 2000                               | Peugeot 408         |

- [9]

## Resultados

### TC 2000
| Año  | Equipo          | Auto                | 1    | 2    | 3     | 4     | 5    | 6     | 7     | 8     | 9     | 10     | 11    | 12   | 13    | 14     | 15     | 16     | 17    | 18    | 19  | 20     | 21  | 22  | 23  | Res. | Puntos |
| ---- | --------------- | ------------------- | ---- | ---- | ----- | ----- | ---- | ----- | ----- | ----- | ----- | ------ | ----- | ---- | ----- | ------ | ------ | ------ | ----- | ----- | --- | ------ | --- | --- | --- | ---- | ------ |
| 2014 |                 |                     | AG I | LP   | JUN   | MER   | BA I | PAR I | RC    | CON   | BA II | PAR II | AG II | GR   |       |        |        |        |       |       |     |        |     |     |     | 19°  | 41     |
| 2014 | Escudería FE    | Volkswagen Vento II | 6    | 15   | 19    | 13    | 12   | Ret   | 20    | 14    | 15    | 13     | 15    | 8    |       |        |        |        |       |       |     |        |     |     |     | 19°  | 41     |
| 2015 |                 |                     | AG   | AG   | CON   | CON   | BA   | BA    | MER   | JUN   | JUN   | LP I   | LP I  | NDJ  | RAF   | RAF    | LP II  | LP II  | SL    | SL    | RC  | RC     | CDU | CDU |     | 24°  | 36     |
| 2015 | Escudería FE    | Peugeot 408 I       | 15   | 9    | Ret   | 13    | 6    | 15    | 22    | Ret   | 12    | 17     | 12    | 16†  | NL    | NL     | 22     | 24     | 3     | Ret   | 2   | 22†    | 12  | 10  |     | 24°  | 36     |
| 2016 |                 |                     | SMM  | SMM  | CON I | CON I | BA I | BA I  | SJO   | SJO   | LP    | LP     | CDU   | CDU  | BA II | BA II  | CON II | CON II | RAF   | RAF   | AG  | RC     | RC  | PAR | PAR | 15°  | 105    |
| 2016 | DTA             | Peugeot 408 I       | 19   | Ret  | Ret   | Ret   | Ret  | 14    | 12    | 17†   | 9     | 8      | 15    | 20   | Ret   | 3      | 2      | 12     | 10    | 18    | Ret | 11     | 6   | 7   | 11  | 15°  | 105    |
| 2017 |                 |                     | AG I | AG I | BA I  | BA I  | CDU  | CDU   | PAR I | PAR I | RC    | RC     | BA II | SL   | SL    | PAR II | PAR II | AG II  | SMM   | CON   | CON | BA III |     |     |     | -    | 0      |
| 2017 | DTA Racing      | Peugeot 408 I       | Ret  | 19   | Ex.   | Ret   |      |       |       |       |       |        |       |      |       |        |        |        |       |       |     |        |     |     |     | -    | 0      |
| 2018 |                 |                     | AG I | AG I | CDU   | CDU   | CON  | CON   | RC    | RC    | BA    | LP     | LP    | SL I | SL I  | AG II  | SMM    | SMM    | SL II | SL II | ROS | ROS    | PAR | PAR |     | -    | -      |
| 2018 | Fineschi Racing | Peugeot 408 I       |      |      |       |       |      |       |       |       |       |        |       |      |       | 17     |        |        |       |       |     |        |     |     |     | -    | -      |

### Súper TC 2000
| Año  | Equipo              | Auto          | 1    | 2   | 3   | 4   | 5   | 6   | 7   | 8   | 9   | 10  | 11    | 12  | 13    | 14 | Res. | Puntos |
| ---- | ------------------- | ------------- | ---- | --- | --- | --- | --- | --- | --- | --- | --- | --- | ----- | --- | ----- | -- | ---- | ------ |
| 2017 |                     |               | BA I | PDF | SMM | ROS | ROS | TRH | RAF | OBE | SFE | SFE | BA II | SJU | GR    | AG | 29°  | 5      |
| 2017 | Escudería FE        | Peugeot 408 I |      |     | Ret |     |     | 22† | 21  | 18  | 13  | 14  | 22†   | Ret | 15    | 22 | 29°  | 5      |
| 2018 |                     |               | BA I | ROS | ROS | SMM | PDF | RAF | SJU | OBE | SFE | SFE | TRH   | SNI | BA II | AG | 24°  | 5      |
| 2018 | Peugeot Junior Team | Peugeot 408 I | Ret  | 16  | 20  | 15  | 17  | 9   |     |     |     |     |       |     |       |    | 24°  | 5      |
| 2018 | Equipo FE           | Peugeot 408 I |      |     |     |     |     |     | Ret | 15  | 12  | Ret | Ret   | 16  | Ret   | 15 | 24°  | 5      |